# Ukorzenianie
Ukorzenianie – etap mikrorozmnażania roślin uzyskanych metodami in vitro, mający na celu przystosowanie rośliny hodowanej w warunkach laboratoryjnych do warunków środowiska zewnętrznego. Polega na stymulacji powstawania korzeni poprzez dodatek auksyn do podłoża hodowlanego. Auksyna powoduje indukcję merystemów korzeni przybyszowych na pędach. Najczęściej stosowane auksyny to: kwas indolilo-3-octowy (IAA), kwas indolilomasłowy (IBA) i kwas naftylo-1-octowy (NAA).

## Mechanizm ukorzeniania
Wzrost korzeni jest możliwy dzięki pobudzeniu wzrostu komórek roślin przez auksyny, które mają pośredni wpływ na rozciągliwość komórek roślin. Jednak mechanizm powiększania komórek roślin nie jest do końca wyjaśniony. Według literatury auksyny umożliwiają przenikanie jonów hydroniowych (H3O+) z cytoplazmy do ściany komórkowej poprzez pobudzenie   działania pompy protonowej w błonie komórkowej. Wynikiem tego jest zakwaszenie ściany komórkowej i aktywację białek z grupy ekspansyn, które są enzymami hydrolitycznymi hemicelulozy. Jest to tzw. koncepcja wzrostu kwasowego roślin. Ściana komórkowa zyskuje wówczas zdolność do rozciągania pod wpływem ciśnienia turgorowego, dzięki temu komórka może zwiększać swoją objętość. 
Korzenie w ukorzenianej roślinie przebijają się przez tkanki okrywające lub wydostają się na zewnątrz pędu przez przetchlinki. U niektórych gatunków, w przypadku sadzonek, korzenie mogą również powstawać z komórek tkanek miękiszowych w obrębie miejsca cięcia rośliny, lub też z powstałego w tym miejscu kalusa.

### Ukorzenianie na poziomie genu
W procesie ryzogenezy bierze udział kilkadziesiąt genów. Geny regulowane przez auksyny szybko ulegają ekspresji w odpowiedzi na wzrost stężenia tego fitohormonu. Większość tych genów zawiera konserwatywne elementy odpowiedzi na auksynę w regionie promotora. Są to tzw. elementy AuxRE (Auxin Response Element), do których przyłączają się specyficzne struktury transkrypcyjne z rodziny ARF (Auxin Rseponse Factor), zdolne aktywować lub hamować transkrypcję genów docelowych. Do tego rodzaju genów zalicza się unikalne dla roślin Aux/IAA (Auxin/Indole-3-Acetic Acid). Ekspresja Aux/IAA zachodzi w różny sposób w zależności od różnej odpowiedzi na auksynę w tkankach i organach roślinnych na różnych ich etapach rozwoju. Z kolei białka Aux/IAA tworzą specyficzne dimery z czynnikami z rodziny ARF, hamując ekspresję genów odpowiadających na auksynę. Ekspresja genów ARF może być kontrolowana przez kilka miRNA mogących brać udział w procesie odpowiedzi na auksynę.